# فرانز سوبودا
فرانز سوبودا (بالألمانية: Franz Swoboda)‏ هو لاعب كرة قدم نمساوي في مركز الدفاع، ولد في 15 فبراير 1933 في فيينا في النمسا، وتوفي في 27 يوليو 2017. شارك مع منتخب النمسا لكرة القدم. أما مع النوادي، فقد لعب مع أوستريا فيينا.

## وصلات خارجية
- فرانز سوبودا على موقع الاتحاد الدولي (مؤرشف)  (الإنجليزية)
- فرانز سوبودا على موقع قاعدة بيانات كرة القدم.إي يو (الإنجليزية)
- فرانز سوبودا على موقع ناشيونال فوتبول تيمز (الإنجليزية)